# Quiz (TV-serie)
Quiz är en brittisk dramaserie som hade premiär den 13 april 2020. Serien, som är skriven av James Graham och bygger på en pjäs med samma namn, består av tre avsnitt. Serien är baserad på verkliga händelser.

## Handling
Serien kretsar kring Charles Ingram, en före detta major i armén, som fuskade sig till 1 miljon pund i den brittiska motsvarigheten till Vem vill bli miljonär?.

## Rollista (i urval)
- Matthew Macfadyen - Charles Ingram
- Michael Sheen - Chris Tarrant
- Sian Clifford - Diana Ingram
- Mark Bonnar - Paul Smith
- Helen McCrory - Sonia Woodley
- Michael Jibson - Tecwen Whittock
- Aisling Bea - Claudia Rosencrantz
- Trystan Gravelle - Adrian Pollock
- Elliot Levey - David Briggs
- Risteárd Cooper - David Liddiment